# クラウチューク多項式
クラウチューク多項式（クラウチュークたこうしき、Kravchuk polynomial）とは、二項係数を用いて表される整数係数の直交多項式。

## 定義
素数冪（そすうべき） {\displaystyle q} に関する {\displaystyle n}次クラウチューク多項式とは、次で定義される関数 {\displaystyle {\mathcal {K}}_{k}:\{0,1,\ldots ,n\}\to \mathbb {Z} } のことである：
{\displaystyle {\mathcal {K}}_{k}(x)=\sum _{j=0}^{k}(-1)^{j}(q-1)^{k-j}{\binom {x}{j}}{\binom {n-x}{k-j}}.}
ここで{\displaystyle k=0,1,\ldots ,n}である。

## 直交性
素数冪（そすうべき） {\displaystyle q} に関する {\displaystyle n}次クラウチューク多項式に関して以下がわかる：
　{\displaystyle \sum _{i=0}^{n}a_{i}{\mathcal {K}}_{k}(i){\mathcal {K}}_{l}(i)={\begin{cases}0&k\neq l\\a_{k}q^{n}&k=l\end{cases}}}
ここで{\displaystyle a_{i}={\binom {n}{i}}(q-1)^{i}}である。

## 母関数
素数冪（そすうべき） {\displaystyle q} に関する {\displaystyle n}次クラウチューク多項式 {\displaystyle {\mathcal {K}}_{k}(x)} の母関数は以下のように書ける：
{\displaystyle (1+(q-1)z)^{n-x}(1-z)^{x}=\sum _{k=0}^{\infty }{\mathcal {K}}_{k}(x){z^{k}}.}